# Peccato senza malizia
Peccato senza malizia è un film del 1975 diretto da Theo Campanelli.
La pellicola ha per protagonisti Jenny Tamburi, Gabriele Tinti, Francesca Romana Coluzzi, Luigi Pistilli, Maya Morin.

## Trama
La giovane Stefania, raggiunta la maggiore età, lascia l'orfanotrofio dove era stata allevata e giunge nei pressi di Ascoli Piceno dove va a vivere dal suo patrigno, un modesto pescatore che vive in una baracca nei pressi del mare, che arriverà però ad abusare di lei. La ragazza fugge e viene ospitata nella villa di una sua ex insegnante del collegio, Laura, ora divenuta una fiorente pittrice. La giovane viene coperta da attenzioni piuttosto equivoche da parte della donna fino a sfociare quasi nel morboso. In seguito, Stefania frequenta una scuola di pittura e s'invaghisce di Maurizio, il docente del corso, con il quale instaura una relazione ed entra a far parte del mondo stimolante di alcuni artisti. Seppure in procinto di abbandonare la ragazza per non impegnarsi, Maurizio rimarrà conquistato da Stefania, mentre Laura, ormai ossessionata dalla ragazza e consapevole di averla persa, si toglierà la vita.

## Luoghi delle riprese
La pellicola è stata interamente girata ad Ascoli Piceno e in alcuni scorci di San Benedetto del Tronto, i quali, la Sentina, la pineta, la stazione ferroviaria, alcune spiagge.